# ジャン・ブリュワー
ジャン・ブリュワー（ジャニス・ケイ・"ジャン"・ブリュワー、英語：Janice Kay "Jan" Brewer、1944年9月26日 - ）は、アメリカ合衆国の政治家。第22代アリゾナ州知事を務めた。

## 経歴
1944年9月26日にカリフォルニア州ロサンゼルスのハリウッドに誕生する。本職は放射線技師。旧姓はドリンクワインで、結婚後アリゾナ州フェニックスに転居した。州下院議員・州上院議員・マリコパ郡監理委員会委員を経て、2003年に州知事継承順位1位でもあるアリゾナ州州務長官に就任する。2009年1月に当時のジャネット・ナポリターノ州知事がバラク・オバマ政権の国土安全保障長官に就任するため辞任し、後任の州知事に昇格する。ナポリターノの前任のジェーン・ディー・ハルと合わせ、アメリカ合衆国史上初めて女性が3人連続で同一州の知事を務めることになった。
州下院時代から通算して連続30年以上公職に就いている。保守派の知事として知られ、特に新移民法に代表される不法移民に対する厳格な姿勢や
人工妊娠中絶を支援する団体への公的資金の禁止など、全米でも強硬姿勢が目立つ知事の1人である。移民法は2012年6月に連邦最高裁判所で憲法違反を指摘され、事実上の敗訴となったが、大統領令に対し知事令で対抗するなど、その姿勢は一貫している。
共和党に追い風となった2010年の選挙では、移民問題の姿勢が保守派の支持を集め民主党のテリー・ゴッダード州司法長官を下し再選した。
2014年、アリゾナ州議会で事業主が信仰上の理由を根拠に同性愛者の顧客へのサービスを断ることができる権利を認める法案 (SB1062) が可決した際、法案が意図せずネガティブな結果をもたらす可能性があるとして拒否権を行使した。知事が署名すれば、「反ゲイ」法案として論争の的になっていた同法が、アリゾナ州へのIT関連の大企業やメジャーリーグイベントなどの誘致に大きな弊害となることを危惧したものと考えられる。